# Deensen
Deensen è un comune di 1.553 abitanti della Bassa Sassonia, in Germania.
Appartiene al circondario (Landkreis) di Holzminden (targa HOL) ed è parte della comunità amministrativa (Samtgemeinde) di Eschershausen-Stadtoldendorf.